# Attu (Groenland)
Attu is een dorp in de gemeente Qeqertalik in het westen van Groenland. Het ligt op een klein eiland bij de Straat Davis en is de zuidelijkste plaats in de gemeente. In 2010 had het 226 inwoners.
Het dorp heeft een helikopterhaven.